# 수성초등학교 구성분교
수성초등학교 구성분교는 대한민국 충청북도 청주시 청원구 내수읍 구성리에 있는 공립 초등학교이다.

## 연혁
- 1964년 3월 1일 북일국민학교 묵방분교장
- 1969년 3월 1일 구성국민학교 승격
- 1996년 3월 1일 구성초등학교로 개칭
- 1999년 2월 12일 제30회 졸업식
- 1999년 9월 1일 수성초등학교 구성분교로 개편